# Kommuntorget
Kommuntorget och Kommuntorget Magasin är en svenskspråkig webbtidning respektive tidskrift för kommunalförvaltning i Finland. Innehållet publiceras av Finlands kommunförbunds mediebolag KL-Kustannus Oy. Dan Lolax är chefredaktör sedan 1 januari 2020.
Kommuntorget har sin bakgrund i kommunförbundets tidskrift Finlands kommuntidning. År 2014 påbörjades en övergång till en digital produkt med nyheter i realtid. Som papperstidning ersattes Finlands kommuntidning så småningom med Kommuntorget Magasin.